# クアラルンプール国際空港駅
クアラルンプール国際空港駅（クアラルンプールこくさいくうこうえき、マレー語：Stesen Lapangan Terbang Antarabangsa Kuala Lumpur）は、マレーシアセランゴール州セパンにあるエクスプレス・レール・リンク（ERL）の駅。省略してKLIA駅とも呼ばれる。

## 概要
2002年4月14日の路線開業に伴い開業。開業後約12年程は終着駅であったが、2014年5月2日にKLIA2まで延伸開業により中間駅となった。

### 利用可能な鉄道路線
エクスプレス・レール・リンク
6 KLIAエクスプレス - 駅番号は「KE2」
7 KLIAトランジット - 駅番号は「KT5」

## 歴史
- 2002年
  - 4月14日 - KLIAエクスプレスの駅開業。
  - 6月20日 - KLIAトランジットの駅開業。
- 2014年5月2日 - KLIA駅 - KLIA2駅間開業。

## 駅構造
島式ホーム1面2線の地下駅。片方1線ずつ、それぞれKLIAトランジットとKLIAエクスプレスが使用する。
開業当初は、KLIAエクスプレスには改札口が設けられておらず、空港からそのまま乗車できた（自動券売機や窓口はある）。乗車券を購入せず乗車した場合、終点のKLセントラル駅到着時に購入することになっていた。その後、KLIA2まで延伸開業時、ホームはKLIAトランジットと共用になり、共用の自動改札機が設置された。

### のりば
| A | 6 KLIAエクスプレス | KLセントラル・KLIA2方面 |
| B | 7 KLIAトランジット | KLセントラル・KLIA2方面 |

## 駅周辺
- クアラルンプール国際空港 メイン・ターミナル
- サマサマホテル（無料の専用カートで約3分/徒歩約10分）
- セパンサーキット（ターミナル内タクシー乗り場からタクシーで約15分）

## 隣の駅
エクスプレス・レール・リンク
6 KLIAエクスプレス
KLセントラル駅 (KE1) - クアラルンプール国際空港駅 (KE2) - KLIA2駅 (KE3)
7 KLIAトランジット
サラッ・ティンギ駅 (KT5) - クアラルンプール国際空港駅 (KT5) - KLIA2駅 (KT6)